# ПД-8
ПД-8 (Перспективный Двигатель тягой 8 тонн; ранее в прессе фигурировал как ПД-7
) — российский двигатель семейства перспективных гражданских турбовентиляторных двигателей поколения 5 и 5+, создан на основе технических решений двигателя SaM-146 и ПД-14. Возможно применение ПД-8 для замены импортных двигателей на Sukhoi Superjet 100 (SSJ-New), также на Бе-200.
В декабре 2022 начаты лётные испытания двигателя. 
Планируется запустить в производство не ранее 2024 года.

## Разработка
Согласно материалам, в 2021 году должен быть сделан технический проект двигателя, в 2022 — рабочая конструкторская документация,
на 2023 год запланирована технологическая подготовка производства опытных образцов маршевых силовых установок (МСУ) с ПД-8.
В 2024 году должны быть изготовлены опытные образцы МСУ с ПД-8, в этом же году ожидается получение сертификата типа на новый двигатель.
На разработку двигателя будет потрачена примерно половина выделенной суммы от заложенной на создание лайнера Sukhoi Superjet New (120 млрд рублей).
Май 2021 года — идут испытания газогенератора двигателя;
к концу сентября 2021 завершены испытания второго опытного газогенератора двигателя.
В феврале 2022 Центральном институте авиационного моторостроения им. Баранова прошёл первый этап испытаний газогенератора с имитацией условий, характерных для полёта на высоте до 12 000 метров.
К концу февраля на НПЦГ «Салют» (вошёл в кооперацию по ПД-8 в конце 2020 года) изготовлены центральный привод, коробка приводов агрегатов и угловая коническая передача, которые вместе составляют узел приводов демонстратора двигателя (создан за полтора года).
В 2022 году планируется собрать узлы уже для опытной партии двигателей. На март запланировано начало испытаний демонстратора ПД-8 с установленными на него узлами.
В марте 2022 года появилась информация, что поступило распоряжение Министра промышленности и торговли России Дениса Мантурова о сокращении сроков создания самолёта SSJ100-New и, прежде всего, ускорения сертификации двигателя ПД-8 в течение ближайших 12—14 месяцев.
Сертификация двигателя, как надеются, завершится в 2023 году.
В декабре 2022 (26.12.2022) ОДК начала лётные испытания двигателя ПД-8: силовая установка проходит испытания в составе летающей лаборатории Ил-76ЛЛ, принадлежащей ЛИИ им. Громова.
В мае 2023 «Энергомаш» поставил первый из шести опытных образцов камеры сгорания для ПД-8, изготовленный согласно договору, заключенному в августе 2022 года с ОАК.
В октябре 2023 года стало известно, что двигатели ПД-8 были установлены на самолёт SJ-100 (97003) и запущены; ожидается получение разрешения от ОДК на первый полёт.
В ноябре 2023 сообщилось, что два импортозамещённых SJ-100 с двигателями ПД-8 должны были быть переданы уже в 2023 году и 20 — в следующем; позднее — что начало поставок импортозамещённых SJ-100 сдвинуто на 2026 год; на начало 2024 г. в различной стадии готовности находятся 16 новых импортозамещённых самолетов этого типа.
В декабре 2023 года двигатель в ходе испытаний «не подтвердил свои характеристики», что потребует его доработки.

## Лётные испытания
В марте 2025 года Ростех сообщил, что SJ-100, импортозамещённая версия SSJ-100, совершил первый полёт с двигателем ПД-8, что свидетельствует о начале лётных испытаний двигателя в составе лайнера.

## Конструкция
- Главный конструктор:
- Тип двигателя: 	турбовентиляторный (безредукторный привод вентилятора)
- Схема двигателя: 1+3+7-1+3 (из слайда презентации на МАКС-2021)

## Технические характеристики
- Диаметр вентилятора, мм: 	1228 (из слайда презентации на МАКС-2021)
- Сухая масса двигателя, кг: 2300 (с мотогондолой: из слайда презентации на МАКС-2021)
- Тяга на взлётном режиме (H=0, M=0), тс: 7
- Взлётная тяга, кН: 78
- Температура газа перед турбиной, в °С:	н/д
- Удельный расход топлива в крейсерском режиме, кг/кгс в час: 0,61 (из слайда презентации на МАКС-2021)
- Степень двухконтурности: 4,4 (из слайда презентации на МАКС-2021)
- Степень повышения давления в компрессоре: 28 (из слайда презентации на МАКС-2021)

## Сопоставимые авиадвигатели
- CFM International CFM56
- GE Passport[англ.]
- SaM146
- Pratt & Whitney PW1217G, PW1700G
- Д-436

### Сравнение с одноклассниками
|                                                           | PW1217G, PW1700G                 | SaM146-1S18                   | Д-436Т1    | ПД-8  | General Electric CF34-10 | CFM International CFM56-7 |
| Диаметр вентилятора, мм                                   | 1420                             | 1220                          | 1370       | 1228  | 1300                     | 1550                      |
| Сухая/постановочная масса двигателя, кг                   |                                  | 1708/2259                     | н/д/1890   | 2300  | 1700                     | 2370                      |
| Взлётная тяга (H=0, M=0), кгс                             | 7700                             | 7740 (7900)                   | 7200       | 7900  | 78,5 кН                  | 86,5 кН                   |
| Крейсерская тяга, кгс                                     |                                  | 1700                          | 1600       |       |                          |                           |
| Удельный расход топлива в крейсерском режиме кг/кгс в час | 0,53                             | 0,629                         | 0,63-0,64  | 0,61  | 0,634                    | 0,64                      |
| Степень двухконтурности                                   | 9:1                              | 4,4:1                         | 4,95       | 4,4:1 | (5-5,4):1                | (5,1-5,5):1               |
| степень повышения давления в компрессоре                  |                                  | 22,8                          | 22         | 28    | 29                       | 32,7                      |
| Ступеней в компрессоре                                    | 1 вентилятор 2КНД-8КВД 2ТВД-3ТНД | 13 (1 вентилятор, 3 LP, 6 HP) | 19         | 15    | 18                       | 1 вентилятор, 3 LP, 9 HP  |
| Ресурс, TAC                                               |                                  | 20 000                        | 4 000/2667 |       |                          |                           |